# Tolbooth (Sanquhar)

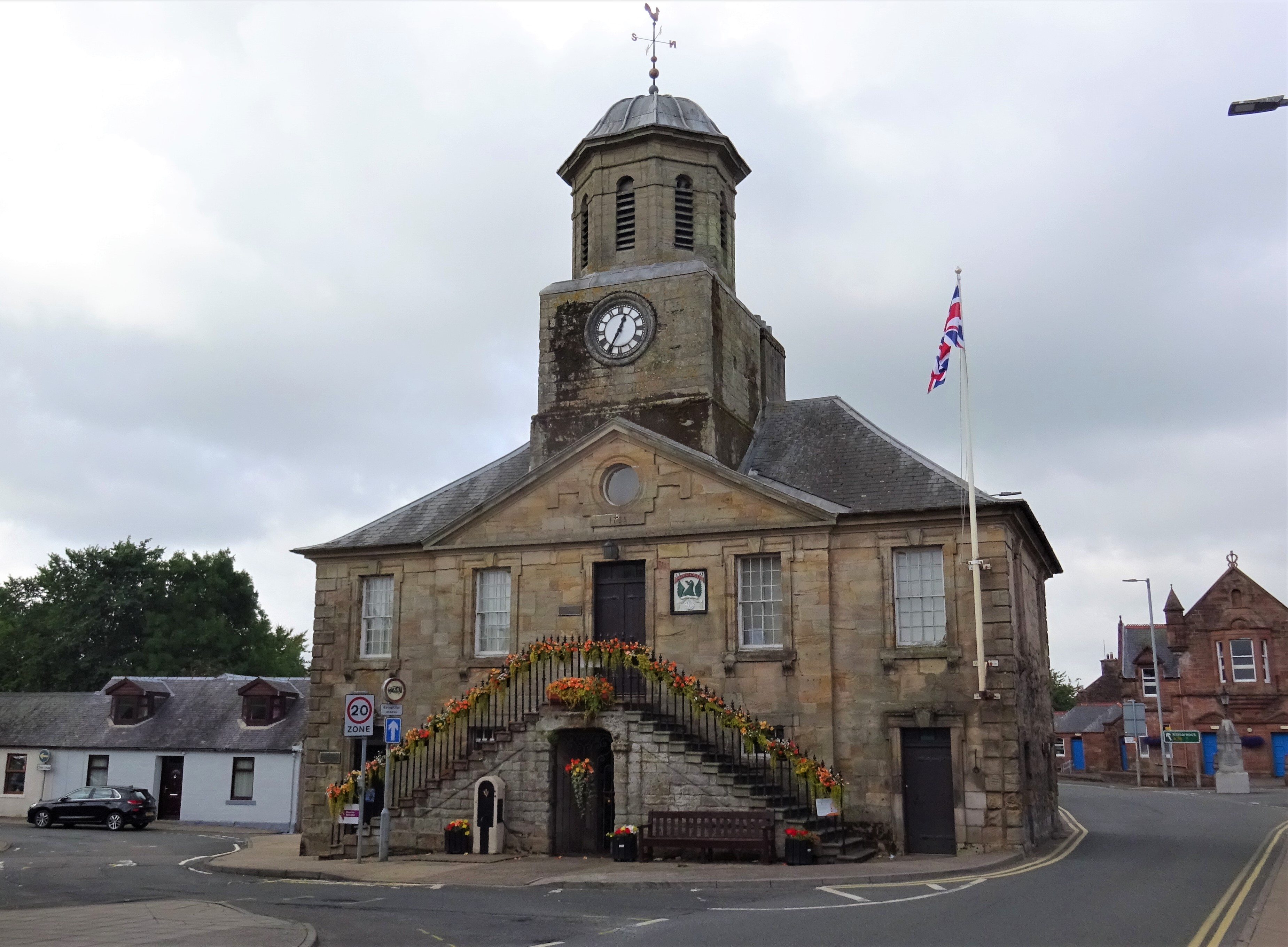
Tolbooth von Sanquhar

Die ehemalige Tolbooth von Sanquhar befindet sich im Zentrum der schottischen Ortschaft Sanquhar in der Council Area Dumfries and Galloway. 1971 wurde das Bauwerk in die schottischen Denkmallisten in der höchsten Denkmalkategorie A aufgenommen. Eine ehemalige Einstufung als Scheduled Monument wurde 1994 aufgehoben.

## Beschreibung
Am 14. Juni 1731 wurde der Bau einer neuen Tolbooth als Ersatz für das Vorgängerbauwerk beschlossen. Das Gebäude wurde 1735 nach einem Entwurf von William Adam erbaut und 1857 überarbeitet. Für den Bau wurde möglicherweise Steinmaterial von Sanquhar Castle wiederverwendet.
Die Tolbooth liegt an der High Street (A76) im Zentrum von Sanquhar. Die ostexponierte Frontseite des zweistöckigen Barockbaus ist fünf Achsen weit. Der leicht hervortretende, drei Achsen weite Mittelrisalit schließt mit einem Dreiecksgiebel mit Oculus im Tympanon. Darüber sitzt ein oktogonaler Glockenturm mit geschwungener Haube und Wetterfahne. Zwei Treppen mit gusseisernen Geländern führen fassadenparallel zum zentralen Eingangsportal im ersten Obergeschoss. Dieser Gebäudeteil entstand in dieser Form erst 1857. Während entlang der Ostfassade Quadersteine zu einem Schichtenmauerwerk verlegt wurden, besteht das übrige Mauerwerk aus Bruchstein. Das Gebäude schließt mit einem schiefergedeckten Walmdach.